# Stygocyathura papuae
Stygocyathura papuae is een pissebed uit de familie Anthuridae. De wetenschappelijke naam van de soort is voor het eerst geldig gepubliceerd in 1987 door Wägele, Coleman & Hosse.